# Шлапацька Валентина Василівна
Шлапацька Валентина Василівна — кандидатка хімічних наук, директорка державного підприємства «Радма» Інституту фізичної хімії імені Л. В. Писаржевського НАН України у 1994—2022 роках.

## Біографія
Народилася 28 листопада 1946 року. У 1972 році закінчила хімічний факультет Київського державного університету імені Тараса Шевченка. У 1980 захистила кандидатську дисертацію за спеціальністю «Хімія високомолекулярних сполук». У 1994 році очолила ДП «Радма».
Автор багатьох наукових праць з радіаційної хімії.
Має 25 авторських свідоцтв і два патенти на винаходи.

## Вибрані праці
- Проблеми практичної реалізації радіаційної технології регенерації бутилкаучукових відходів / В. В. Шлапацька та ін. // Вопросы атомной науки и техники. — 2000. — № 4. — С. 176—179.
- Радіаційна модифікація нанокомпозитів поліетилену з багатостінними вуглецевими нанотрубками / О. С. Ничипоренко, Т. М. Пінчук-Ругаль, Д. О. Ковальова, О. П. Дмитренко, М. П. Куліш, Є. П. Мамуня, В. В. Левченко, В. В. Шлапацька // Вопросы атомной науки и техники. — 2014. — № 4. — С. 44-48.
- Вплив опромінення електронами з енергією 2 МеВ на зворотні струми фосфід-галієвих світлодіодів / В. Г. Воробйов, О. В. Конорева, Є. В. Малий, М. Б. Пінковська, В. П. Тартачник, В. В. Шлапацька // Ядерна фізика та енергетика т. 16, № 3, с. 238—241
- Функціональні випробування полімерних плівок щільними електронними пучками / Т. В. Ковалінська, В. І. Сахно, Ю. В. Іванов, В. В. Шлапацька, О. В. Мельниченко, О. М. Файнлейб, О. П. Григор'єва, О. М. Старостенко, D. Grande // Полімер. журн. — 2020. — 42, № 4. — С. 254—261

## Нагороди
7 листопада 2012 року за багатолітню сумлінну наукову і науково-організаційну працю й значний особистий внесок у розроблення новітніх радіаційно-хімічних технологій та впровадження їх у виробництво удостоєна відзнаки НАН України «За професійні здобутки».